# Árneshreppur
De gemeente Árneshreppur ligt in het noordwesten van IJsland in de Regio Vestfirðir. Árneshreppur heeft 50 inwoners (2005). Het ondertussen verlaten plaatsje Gjögur aan het Reykjarfjörður fjord was vroeger een belangrijke vissershaven. In het plaatsje Djúpavík is er een hotel en een verlaten haringfabriek.

## Ontvolking
De gemeente Árneshreppur heeft te maken met een vrij forse bevolkingsafname.
| Datum        | Aantal inwoners |
| ------------ | --------------- |
| 1 dec. 1997: | 74              |
| 1 dec. 2003: | 56              |
| 1 dec. 2004: | 57              |
| 1 dec. 2005: | 50              |
| 1 dec. 2020: | 43              |

Bolungarvíkurkaupstaður · Ísafjarðarbær · Reykhólahreppur · Tálknafjarðarhreppur · Vesturbyggð · Súðavíkurhreppur · Árneshreppur · Kaldrananeshreppur · Bæjarhreppur · Strandabyggð